# Epinotia sordidana
Epinotia sordidana là một loài bướm đêm thuộc họ Tortricidae. Nó được tìm thấy ở châu Âu.

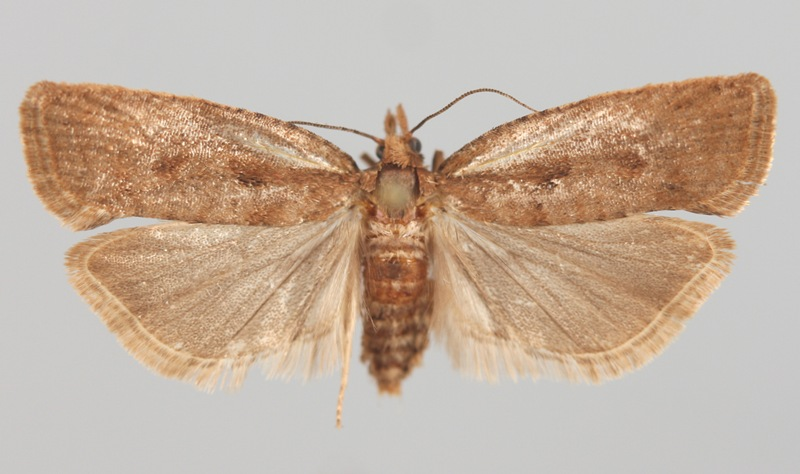
Mounted

Sải cánh dài 18–23 mm. Con trưởng thành bay từ tháng 8 đến tháng 11. .
Ấu trùng chủ yếu ăn tống quán sủ.

## Hình ảnh

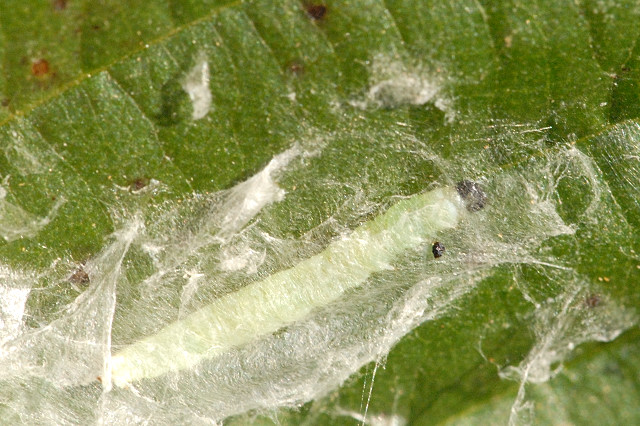